# 熱帶低氣壓烏斯曼 (2018年)
熱帶低氣壓WP352018（英語：Tropical Depression WP352018，菲律賓大氣地球物理和天文服務管理局：Usman，菲律賓華語譯名：烏斯曼）是2018年第35個獲聯合颱風警報中心升為熱帶低氣壓，以及第21個獲菲律賓大氣地球物理和天文服務管理局給予當地名稱的熱帶氣旋。

## 氣象歷史
12月22日，一個低壓區在帛琉以東的海面上生成，美國海軍研究實驗室給予熱帶擾動編號96W。
聯合颱風警報中心在12月23日晚間給予評級「低」，並於一小時後將評級升為「中」。12月24日，聯合颱風警報中心給予評級「高」，并發佈熱帶氣旋形成警報。
12月24日晚間，聯合颱風警報中心將其升格為熱帶低氣壓，并給予編號35W。
12月25日凌晨，中央氣象局將35W升格為熱帶低氣壓。日本氣象廳在下午跟隨，並於晚間發布烈風警報。
12月30日凌晨2時，日本氣象廳取消烈風警報，並將其降格為低壓區。其後，35W的殘餘雲帶併入帕布的環流中。

## 防災措施及影響
菲律賓大氣地球物理和天文服務管理局在12月26日晚上11時向東薩馬省發出一號風暴信號，當時35W位於蘇里高以東約565公里，並警告比科爾、東米沙鄢、北蘇里高省和迪納加特群島可能出現水浸及山泥傾瀉。隨着35W繼續靠近，米沙鄢群島上的21個省份在27日均接獲一號風暴信號，管理局指出35W有可能在登陸前加強為熱帶風暴，呼籲民眾應採取預防措施，以及在海上的漁民應注意安全。35W在12月29日上午6時於東薩馬省博龍岸登陸，僅1小時後便在該省減弱為低壓區，管理局亦在當天上午8時取消所有風暴信號，但雨勢仍會持續。
雖然35W登陸時的強度不高，但其帶來的大雨在菲律賓中部引發山泥傾瀉，截至2019年1月6日風暴共造成126人死亡、26人失蹤，單在比科爾區就已有超過100人喪生，估計農業損失約650萬美元。該國官員指出其中一個傷亡較多的原因是35W僅屬熱帶低氣壓，加上正值聖誕節假期，令民眾疏於防範，沒有聽從管理局的勸告。縱然35W已離開菲律賓，許多受災區域仍有季節性降雨，阻礙救援行動。

## 善後工作
台灣政府2019年1月4日發表新聞稿決定，捐贈20萬美元協助菲律賓政府進行災民安置與重建，並提供必要的物資予菲律賓災民。

## 熱帶氣旋警告使用紀錄

### 菲律賓
| 菲律賓大氣地球物理和天文服務管理局 風暴信號 | 菲律賓大氣地球物理和天文服務管理局 風暴信號 | 菲律賓大氣地球物理和天文服務管理局 風暴信號 |
| ------------------------------------------- | ------------------------------------------- | ------------------------------------------- |
| 上一熱帶氣旋                                | 一號風暴信號                                | 下一熱帶氣旋                                |
| 颱風天兔                                    | 一號風暴信號                                | 熱帶低氣壓WP012019                          |

## 外部連結
- （日語）日本氣象廳首頁 （页面存档备份，存于）
- （英文）美國聯合颱風警報中心首頁 （页面存档备份，存于）
- （简体中文）中國國家氣象中心首頁
- （繁體中文）臺灣中央氣象局首頁 （页面存档备份，存于）
- （繁體中文）香港天文台首頁 （页面存档备份，存于）
- （繁體中文）澳門地球物理暨氣象局首頁 （页面存档备份，存于）
- （英文）菲律賓大氣地球物理和天文管理局首頁 （页面存档备份，存于）